# سیارک ۲۴۰۴۶
سیارک ۲۴۰۴۶ (به انگلیسی: 24046 Malovany، نامگذاری:1999TX3) بیست و چهار هزار و چهل و ششمین سیارک کشف شده‌است که در ۲ اکتبر ۱۹۹۹ کشف شد.
قدر مطلق سیارک برابر ۸.۵ است.